# Villa del Rosario (Paraguai)
Villa del Rosario é uma cidade do Paraguai, Departamento San Pedro.

## Transporte
O município de Villa del Rosario é servido pelas seguintes rodovias:
- Ruta 10, que liga a cidade ao município de Salto del Guairá (Departamento de Canindeyú).[1][2][3]